# 7491 Linzerag
7491 Linzerag este un asteroid din centura principală de asteroizi.

## Descriere
7491 Linzerag este un asteroid din centura principală de asteroizi. A fost descoperit pe 23 septembrie 1995 la Observatorul San Vittore din Bologna. El prezintă o orbită caracterizată de o semiaxă mare de 2,78 ua, o excentricitate de 0,12 și o înclinație de 4,5° în raport cu ecliptica.